# جیانی د ماجیستریس
جیانی د ماجیستریس (انگلیسی: Gianni De Magistris؛ زادهٔ ۳ دسامبر ۱۹۵۰) ورزشکار واترپلو اهل ایتالیا است.
وی در مسابقات کشوری و بین‌المللی در مجموع برندهٔ ۱ مدال طلا، ۱ مدال نقره، ۲ مدال برنز شده‌است.